# Wiem czego dziś chcę
Wiem czego dziś chcę – drugi singel z albumu Playboy polskiego zespołu Hedone. Został wydany jesienią 2005 roku w formie minialbumu promocyjnego. Singel ma numer katalogowy SBMG LOC 0005.

## Lista utworów
| 1. | "Wiem czego dziś chcę" (Radio Edit)      | 3:47  |
|    |                                          |       |
| 2. | "Wiem czego dziś chcę" (Alfa Werk Remix) | 3:31  |
|    |                                          |       |
| 3. | "Wiem czego dziś chcę" (Album Edit)      | 4:33  |
|    |                                          |       |
| 4. | Zapowiedź utworu                         | 0:05  |
|    |                                          |       |
|    |                                          | 11:56 |
|    |                                          |       |

## Twórcy
- Utwory 1 i 2 wyprodukował (nr 2 - również zremiksował) Maciej Werk, za produkcję albumowej wersji odpowiada Maciej Staniecki.
- Nagrania zrealizowali w Chord Studio i Studio Radia Łódź: Sebastian Binder, Wiesław Grzelak, Michał Targowski, Maciej Werk i Maciej Staniecki.
- miksowanie - Sebastian Binder w Tonn Studio Łódź
- mastering - Grzegorz Piwkowski
- projekt fraficzny - Sławek J, asystent - Arnold Torma
- fotografia singla - Jacek Poremba. Zdjęcie w zielonej tonacji przedstawia modelkę Annę trzymającą w lewym ręku palącego się papierosa. W odcieniach zielono-niebieskich można dostrzec ciemnoróżowe usta dziewczyny i jej pomalowane na czerwono paznokcie.

## Teledysk
Został wyreżyserowany przez Martę Parlatore. Zdjęcia wykonał Piotr Szczepański.